# エアレンデル
エアレンデル（Earendel）またはWHL0137-LSは、くじら座の恒星である。2022年にハッブル宇宙望遠鏡により発見され、共動距離280億光年（86億パーセク）と既知の恒星の中では最も遠く、最も初期の恒星である。これ以前の既知の最遠の恒星は、2018年にハッブル宇宙望遠鏡が発見したイカロスで、共動距離は144億光年（44億パーセク）であった。

## 観測
ハッブル宇宙望遠鏡によるエアレンデルの発見は、2022年3月30日に報告された。この恒星と地球の間にあった銀河団WHL0137-08による重力レンズ効果により、恒星の光が増幅されたことにより検出された。レンズ効果のコンピュータシミュレーションでは、エアレンデルの明るさは、1000倍から40000倍に増幅されたと計算された。ハッブル宇宙望遠鏡が露出したのは2016年6月7日、同年7月17日、2019年11月4日、同年11月27日だった。
この恒星は、発見者により、古英語で「明けの明星」を意味する「エアレンデル」（アウルヴァンディル）と綽名された。また、J・R・R・トールキンの『シルマリルの物語』には同じ古英語エアレンデル（Ēarendel）に由来する半エルフの航海者エアレンディル（Eärendil）が登場し、星の輝きをもつ宝石シルマリルを携え明星となって空を航海しているとされる。アメリカ航空宇宙局の天文学者ミッチェル・サラーは、この名前がトールキンの作品に触発されたものであることを保証した。この恒星が所属する銀河であるWHL0137-zD1は、重力レンズにより、その光が長い三日月のように歪められて見えるため、"Sunrise Arc"と綽名されている。
ハッブル宇宙望遠鏡とジェームズ・ウェッブ宇宙望遠鏡によるさらなる観測により、この恒星の詳しい性質を明らかにすることが提案されている。ジェームズ・ウェッブ宇宙望遠鏡の高い感度により、エアレンデルの恒星スペクトルの分析が可能となり、これが本当に単一の恒星かどうか決定できることが期待されている。またスペクトル分析により、もし水素やヘリウムより重い元素があった場合には、それが明らかとなる。

## 物理的性質
エアレンデルから検出される光は、ビッグバンから9億年後に放出されたものである。赤方偏移は6.2 ± 0.1と測定され、これは、エアレンデルからの光が129億年後に地球に到達していることを意味する。しかし、宇宙の膨張のため、観測された恒星の位置は、現在では280億光年離れている。これまで、最遠の天体だったイカロスの赤方偏移は1.49で、現在は144億光年離れた位置にある。
エアレンデルの質量は、恐らく50-100太陽質量の間と見積もられている。その大きな質量のため、形成から数100万年後には超新星爆発を起こすと考えられている。恒星表面の有効温度は少なくとも20,000 Kである。また可能性は低いが、種族IIIの恒星である可能性があり、その場合、原初の元素である水素とヘリウム以外の元素はほぼ持たないことになる。